# Gregyán
Gregyán (horvátul: Gređani) falu Horvátországban, Sziszek-Monoszló megyében. Közigazgatásilag Topuszkához tartozik.

## Fekvése
Sziszektől légvonalban 36, közúton 49 km-re délnyugatra, községközpontjától 2 km-re északra, az úgynevezett Báni végvidéken, a 6-os számú főút és a Glina-folyó között emelkedő dombok között szétszórtan fekszik.

## Története
Gregyán területe már az ókorban lakott volt. Ezt jelzi az a római szarkofág amelyet itt találtak. Közvetlenül déli határában feküdt a római korban Ad Fines városa, mely a térség akkori legnagyobb települése volt. A 4. és 5. században a gótok és a longobárdok, a 6. században az avarok és a szlávok, a 9. század elején a frankok foglalták el ezt a területet. A magyarok a 10. században érkeztek meg ebbe a térségbe. Területe a 11. század végétől magyar-horvát királyok uralma alatt volt. A 13. század elején a közeli Topuszkán II. András magyar király cisztercita apátságot alapított. A 16. században ezt a vidéket is egyre többször érték török támadások, majd 1556-ban az Oszmán Birodalom több évszázadra megszállta a területét. A vidék az 1593 és 1699 között dúlt török háborúkban teljesen elpusztult. A karlócai békével ez a terület is felszabadult a török megszállás alól, majd a Katonai határőrvidék része lett. A 17. század végétől horvát és szerb lakosság települt ide.
A katonai közigazgatás 1881-ig tartott. Ezután Zágráb vármegye Vrginmosti járásának része volt. A településnek 1857-ben 1030, 1910-ben 1185 lakosa volt. 1918-ban a Szerb-Horvát-Szlovén Királyság, majd 1929-ben Jugoszlávia része lett. A lakosságának kétharmada horvát, egyharmada szerb nemzetiségű volt, akik jól megfértek egymással. 1941 és 1945 között a falu a Független Horvát Állam része volt. Gregyán szerb lakosságából is sokan csatlakoztak a horvát erők elleni felkeléshez. 1941. július 26-án és 27-én az usztasák megkezdték a megtorló intézkedéseket, a térség szerb lakosságának kiirtását. A szerb pravoszláv templomot földig rombolták. A megtorlásoknak 106 helyi szerb lakos, köztük sok nő és gyermek esett áldozatul. A települést 1943-ig usztasa erők uralták, ekkor azonban partizán alakultok vonták ellenőrzésük alá akik a horvát lakosságot is elűzték és mindent földig romboltak. A horvátok részéről mintegy 80 lakos esett el, vagy tűnt el a harcokban. A délszláv háború idején 1991 szeptemberében idején 1991 szeptemberében szerb csapatok szállták meg. A horvát lakosságot elűzték, házaikat felgyújtották. A horvát hadsereg a Vihar hadművelet keretében 1995. augusztus 7-én foglalta vissza. A háború után megindult az újjáépítés. A településnek 2011-ben 341 lakosa volt.

## Lakosság
| Lakosság változása | Lakosság változása | Lakosság változása | Lakosság változása | Lakosság változása | Lakosság változása | Lakosság változása | Lakosság változása | Lakosság változása | Lakosság változása | Lakosság változása | Lakosság változása | Lakosság változása | Lakosság változása | Lakosság változása | Lakosság változása |
| ------------------ | ------------------ | ------------------ | ------------------ | ------------------ | ------------------ | ------------------ | ------------------ | ------------------ | ------------------ | ------------------ | ------------------ | ------------------ | ------------------ | ------------------ | ------------------ |
| 1857               | 1869               | 1880               | 1890               | 1900               | 1910               | 1921               | 1931               | 1948               | 1953               | 1961               | 1971               | 1981               | 1991               | 2001               | 2011               |
| 1.030              | 899                | 789                | 959                | 1.005              | 1.185              | 1.022              | 1.124              | 1.002              | 1.029              | 922                | 845                | 723                | 745                | 445                | 341                |

## Nevezetességei
- Ókori római szarkofág.
- A Szent Megváltó tiszteletére szentelt, 1941-ben lerombolt régi szerb parochiális templom maradványai.